# Daegu Stadium
O Daegu Stadium (Estádio da Copa do Mundo de Daegu), apelidado de Blue Arc (Arco Azul) é um estádio localizado na Daegu, na Coreia do Sul.
Inaugurado em Maio de 2001, tem capacidade para 68.000 torcedores. Foi utilizado para jogos da Copa do Mundo de 2002.
Atualmente é a casa do time de futebol Daegu FC, da K-League.

## Jogos da Copa do Mundo de 2002
- 6 de Junho: Grupo A -  Dinamarca 1 - 1  Senegal

- 8 de Junho: Grupo B -  África do Sul 1 - 0  Eslovênia

- 10 de Junho: Grupo D -  Coreia do Sul 1 - 1  Estados Unidos

- 29 de Junho: Decisão do 3º Lugar -  Coreia do Sul 2 - 3  Turquia